# Portunus-templet
Portunus-templet (italiensk: Tempio di Portuno, latin Templum Portunus) eller Fortuna Virilis-templet ("mandig lykke") er et romersk tempel, der ligger i Rom i Italien. Det er et af de bedst bevarede romerske templer. Hvem templet er viet til er usikkert, da kilderne nævner adskillige templer i dette område, uden at det står klart, hvilket er Portunus'. Det blev kaldt Fortuna Virilis-templet fra renæssancen og er flere steder kendt under det navn. H v i s det er viet til Portunus, gud for nøgler, døre, husdyr og kornkamre, så er det hans primære tempel i Rom.
Templets søjler er i jonisk orden, og det ligger på Forum Boarium ved Tiberen. I antikken har det ligget med udsigt over Port Tiberinus ved en slyngning i floden, hvorfra Portunus kunne skue over kvægtransporten på handelsskibene, når de kom til byen fra Ostia.